# Martin Peder Vangli
Martin Peder Vangli (ur. 1 lutego 1903 w Osen, zm. 5 czerwca 1976 tamże) – norweski biegacz narciarski, srebrny medalista mistrzostw świata.

## Kariera
W 1930 roku wystartował na mistrzostwach świata w Oslo zajmując piąte miejsce w biegu na 50 km techniką klasyczna. Rok później, podczas mistrzostw świata w Oberhofie osiągnął największy sukces w swojej karierze. W biegu na 50 km stylem klasycznym wywalczył srebrny medal, ulegając jedynie swemu rodakowi Ole Stenenowi. Na tych samych mistrzostwach zajął szóste miejsce w biegu na 18 km. Nigdy nie startował na igrzyskach olimpijskich.
W 1937 roku otrzymał medal Holmenkollen wraz z dwoma innymi Norwegami: Birgerem Ruudem i Olafem Hoffsbakkenem. Zmarł 5 czerwca 1976 r.

## Osiągnięcia

### Mistrzostwa świata
| Miejsce | Dzień     | Rok  | Miejscowość | Konkurencja             | Czas biegu | Strata | Zwycięzca            |
| ------- | --------- | ---- | ----------- | ----------------------- | ---------- | ------ | -------------------- |
| 25.     | 28 lutego | 1930 | Oslo        | 17 km stylem klasycznym | 1:19:58    | +6:46  | Arne Rustadstuen     |
| 5.      | 1 marca   | 1930 | Oslo        | 50 km stylem klasycznym | 3:53:14    | +7:34  | Sven Utterström      |
| 6.      | 13 lutego | 1931 | Oberhof     | 18 km stylem klasycznym | 1:23:43    | +2:07  | Johan Grøttumsbråten |
| 2.      | 15 lutego | 1931 | Oberhof     | 50 km stylem klasycznym | 3:52:00    | +0:35  | Ole Stenen           |